# Parvularia atlantis
A Parvularia atlantis a Nucleariida klád Parvularia nemzetségébe tartozó faj. Filopódiumos amőba, melyet 1997-ben T. K. Sawyer izolált atlantai tóból, kultúrája az Amerikai Típuskultúra-gyűjteményben Nuclearia sp. ATCC 50694 néven szerepel, és ez az egyetlen ismert kultúrája. Korábban a Nuclearia nemzetségbe sorolták, és morfológiailag hasonlít annak fajaira, de kisebb (a sejttest 4 μm-es, míg a Nucleariáé 9–60 μm). Később filogenetikai úton kiderült, hogy a Nucleariida új ágához tartozik, mely a Nucleariida két további nemzetségének (Nuclearia, Fonticula) távoli rokona.
Típuskultúrája Klebsiella pneumoniae pneumoniae ATCC 700831-et tartalmazó ATCC 802-es közegben él.
Alacsony genetikai diverzitását okozhatja a kevés édesvíz- és talajminta vagy az SSU rRNS-sokszorosításkori primertorzítás.

## Történet
1997-ben izolálta T. K. Sawyer egy atlantai tóból, és az Amerikai Típuskultúra-gyűjteménybe Nuclearia sp. ATCC 50694 néven került. 2017-ben López-Escardó et al. kimutatták, hogy a Nucleariától külön nemzetség faja, és Parvularia atlantisszá nevezték át. A P. atlantis nem az első alkalom, hogy egy filopódiumos amőbát tévesen a Nucleariába helyeznek: a Capsaspora owczarzakit korábban szintén ide helyezték, míg filogenetikai alapon ki nem derült, hogy a Holozoa klád Capsaspora nemzetségének tagja.

## Morfológia
Közel gömbölyű sejt, átmérője állábak nélkül 3,36–5,92 μm, átlagosan 4,34 μm. Falloidinfestés alapján aktin sejtváza hosszú finom filopódiumaiba nyúlik. Lebeghet vagy a szubsztráthoz rögzülhet teljes sejttestével vagy állábaival. Teljesen rögzült állapotban nyújtott mászó alakot vehet fel. Sejtmagja tisztán látható központi nukleóluszt tartalmaz perifériás nukleóluszanyaggal, továbbá egy nagy vakuóluma és több kisebb vezikuluma is van. Állábai üvegesek, elágazhatnak, de sose képeznek anasztomózist. 2 mitokondriuma van, cristáik laposak vagy lemezesek.
Álláb nélküli gömbölyű cisztákat hozhat létre, melyek kevésbé átlátszók, mint az amőboid alak, de néha láthatók vezikulumai.
A Nucleariida utolsó közös őse feltehetően a Parvulariához vagy a Nucleariához hasonlíthatott.

## Életmód
Pálcika alakú baktériumokat, például Halomonast, Alteromonast eszik, életciklusa során 1 vagy 2 magvú sejtekből áll, és álláb nélküli gömbölyű cisztákat is létrehozhat beágyazott külső réteggel. Táplálkozáskor az amőbákat gyakran sok baktérium veszi körül, halót alkotva. Nanoplanktonikus.

## Genetika
Transzkriptomikai adatai 2017-től elérhetők.
18S rRNS-e 92%-ban hasonlít a Nuclearia pattersoni, 89%-ban a Nuclearia thermophila és 86%-ban a Fonticula alba rRNS-ére. Jelentős különbség azonban, hogy nincs a Fonticula- és Nuclearia-fajokra jellemző V4- és V7-inzertációja.
Korai Holomycota-ágként rendelkezik még SR-B-homológokkal, melyek a gombákban már nem találhatók meg, a gombákban megtalálható Mgm1-et azonban másodlagosan elvesztette.
A gombák Hog1-ével homológ fehérjéje az állati p38/JNK rokona. Golgi-N-glikán-lebontó útjaiban a Parvularia az egyetlen olyan Holomycota-faj, mely rendelkezik GH99-cel, 189. aminosavja tirozin.
Egy lehetséges 1. Polycomb-represszióskomplex-ortológja csak N-terminális zf-Ran-BP motívumból áll, emellett van SAM és MBT doménnel rendelkező változata is, ezek sorrendje az állati fehérjéhez képest fordított.

## Filogenetika
A Parvularia a Parvularia atlantis mellett 5 környezeti fajt tartalmazó monofiletikus csoport.
Testvércsoportja a Fonticula, melyek közös jellemzője a kisebb sejtméret, közös testvércsoportjuk korábbi feltételezések szerint a nagyobb sejtekből álló Nuclearia–Pompholyxophrys–Lithocolla klád. E feltételezés szerint a kladogram:
|  | Nuclearia       |
|  |                 |
|  | Pompholyxophrys |
|  |                 |
|  | Lithocolla      |
|  |                 |

|  | Fonticula  |
|  |            |
|  | Parvularia |
|  |            |

|  | Nuclearia       |
|  |                 |
|  | Pompholyxophrys |
|  |                 |
|  | Lithocolla      |
|  |                 |

|  | Fonticula  |
|  |            |
|  | Parvularia |
|  |            |

|  | Nuclearia       |
|  |                 |
|  | Pompholyxophrys |
|  |                 |
|  | Lithocolla      |
|  |                 |

|  | Fonticula  |
|  |            |
|  | Parvularia |
|  |            |

|  | Nuclearia       |
|  |                 |
|  | Pompholyxophrys |
|  |                 |
|  | Lithocolla      |
|  |                 |

|  | Fonticula  |
|  |            |
|  | Parvularia |
|  |            |

2022-ben Gabaldón, Völcker és Torruella kimutatták, hogy a Fonticula, a Lithocolla és a Parvularia közös csoportja a Holomycota többi részének testvércsoportja, az eszerinti kladogram:
|  | Fungi                                                                                 |
|  |                                                                                       |
|  | \| \| Parvularia \| \| \| \| \| \| Fonticula \| \| \| \| \| \| Lithocolla \| \| \| \| |
|  |                                                                                       |
|  | Parvularia                                                                            |
|  |                                                                                       |
|  | Fonticula                                                                             |
|  |                                                                                       |
|  | Lithocolla                                                                            |
|  |                                                                                       |

|  | Parvularia |
|  |            |
|  | Fonticula  |
|  |            |
|  | Lithocolla |
|  |            |

## Fordítás
Ez a szócikk részben vagy egészben  a   Parvularia atlantis című angol Wikipédia-szócikk ezen változatának fordításán alapul.  Az eredeti cikk szerkesztőit annak laptörténete sorolja fel. Ez a jelzés csupán a megfogalmazás eredetét és a szerzői jogokat jelzi, nem szolgál a cikkben szereplő információk forrásmegjelöléseként.